# Juan Padrós
Juan Padrós Rubió (Barcellona, 1º dicembre 1869 – 11 maggio 1932) è stato un dirigente sportivo spagnolo, secondo presidente del Real Madrid.
Iniziò la sua attività il 6 marzo 1902, circa 2 anni dopo la creazione del Real Madrid.
Rimase in carica fino al 1904, quando gli succedette suo fratello, Carlos Padrós. Entrambi erano uomini d'affari catalani trasferiti a Madrid.